# Мартинівська
Марти́нівська — проміжна залізнична станція Знам'янської дирекції Одеської залізниці на лінії Помічна — Колосівка між станціями Вознесенськ (25 км) та Веселинове (15 км). Розташована в селищі Мартинівське Вознесенського району Миколаївської області.

## Історія
Станція відкрита у 1914 році. У 1972 році електрифікована змінним струмом (~25 кВ) в складі дільниці Помічна — Колосівка (завдожки 145,2 км).

## Пасажирське сполучення
На станції зупиняються лише приміські електропоїзди. До 2022 року на станції зупинявся нічний швидкий поїзд № 147/148 сполученням «Хаджибей» Одеса — Київ. Станом на 2024 рік рух пасажирських поїздів по станції відсутній, станція є кінцевою для приміських електропоїздів Одеса / Колосівка — Мартинівська, через руйнування залізничного мосту через річку Південний Буг у напрямку станції Помічної в ході російського вторгнення в Україну. З 2025 року рух по дільниці Помічна — Колосівка, в тому числі через міст, повністю відновлено.